# Niemiecki Michel

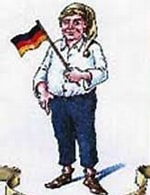
Niemiecki Michel

Niemiecki Michel (niem. der deutsche Michel, Deutscher Michel) – postać fikcyjna, narodowe uosobienie Niemca.

## Narodowy symbol
Po raz pierwszy o niemieckim Michelu wspomina  w 1541 roku w swoim zbiorze przysłów Sebastian Franck. Opisuje go jako nierozgarniętego ospałego prostaka, nie znającego żadnych języków obcych. W XVII wieku zmienia się  wizerunek Michela. Staje się  on personifikacją  mieszczańskich cnót i niemieckiego patriotyzmu. Dobroduszny i dzielny Michel posługuje się językiem ojczystym i sprzeciwia się rozpowszechnianiu obcych języków i obcej kultury. 
Napływ wyrazów obcych do niemczyzny w XVII wieku wywołał niepokój nie tylko wśród elitarnych stowarzyszeń językowych jak Towarzystwo Owocodajne, ale znalazł też wyraz w tekstach ludowych. Około roku 1638 pojawił się tekst satyryczny Ein new Klagelied. Teutsche Michel genannt, wider alle Sprachverderber  (…) napisany w konwencji skargi na używanie wyrazów obcych w języku niemieckim. Zależnie od zachowanej wersji tekst liczy 50 do 55 wierszy i został napisany w używanym na południu Niemiec języku górnoniemieckim (Oberdeutsch). Zachowało się jedenaście wersji tekstu, m.in. w Augsburgu, Kolonii, Innsbrucku. W tym rymowanym tekście umieszczono wiele wyrazów obcych, i to z ich powodu ów niemiecki Michel wyraża swoje ubolewanie. Już w początkowych wersetach jest mowa o hańbie, jaką okrywają się ludzie w Niemczech, którzy na każdym kroku chcą się posługiwać obcymi językami:  
Ich teutscher Michel / versteh schier nihel /
In meinem Vatterland /  es ist ein schand.
Man thut jetzt reden / als wie die Schweden /
In meinem Vatterland / pfuy dich der schand
Fast jeder Schneider / will jetztund leyder
Der Sprach erfahren sein / und redt Latein,
Wälsch und Französisch / halb Japonesisch …
Z kolei w XIX wieku przed rewolucją w 1848 stał się niemiecki Michel symbolem gnuśnego apolitycznego mieszczucha-filistra. To się zmienia podczas rewolucji marcowej – na karykaturach prasowych Michel zamiast szlafmycy z frędzlami ma na głowie hełm albo czapkę jakobinów. W XX wieku niemiecki Michel bierze udział w I wojnie światowej, a po przegranej wojnie wraca jako wyśmiewany i godny pożałowania pechowiec. W 1936 roku naziści ucinają historię dobrodusznego lecz głupkowatego chłopa. Wydają rozporządzenie o zakończeniu jego legendy. Mimo to niemiecki Michel przeżył III Rzeszę, przeżył zimną wojnę i zjednoczenie Niemiec. Pozostał prototypem Niemca na wszystkie czasy.  
Narodowy symbol „niemieckiego Michela”, inaczej niż amerykański „wuj Sam” czy francuska „Marianna” to ilustracja wyobrażenia Niemców o samych sobie i poza granicami Niemiec jest prawie nieznany.  

## Geneza nazwy
Tomasz Szarota wysuwa hipotezę, że nazwa der deutsche Michel może mieć związek z Włochami i Francją, z negatywnymi opiniami Włochów epoki odrodzenia na temat ówczesnych Niemców, których uważano za prostaków nadużywających alkoholu. Włoskie michelaccio znaczące tyle co „włóczęga lubiący sobie pojeść i popić”, symbol człowieka gardzącego pracą i wiodącego beztroskie dostatnie życie, zostało więc przeniesione na stereotyp Niemca. Ten włoski wyraz kojarzy Szarota z kolei z francuskim miquelot („pielgrzym podążający do kultu archanioła Michała”). Ta najpierw neutralna francuska nazwa przybrała prawdopodobnie w XVI wieku znaczenie negatywne („włóczęga, żebrak”). A dużą część pielgrzymujących do klasztoru Mont-Saint-Michel stanowili  Niemcy, przez Francuzów często krytycznie oceniani. Tak więc nazwa der deutsche Michel mogła powstać z włoskiej michelaccio, której znaczenie wywodzi się z francuskiego miquelot.  To jest jednak tylko hipoteza polskiego historyka. 